# Le Thoronet
Le Thoronet település Franciaországban, Var megyében. Lakosainak száma 2636 fő (2022. január 1.). Le Thoronet Cabasse, Le Cannet-des-Maures, Carcès, Entrecasteaux, Lorgues, Le Luc és Saint-Antonin-du-Var községekkel határos.

## Népesség
A település népességének változása:
| Lakosok száma | 2397 | 2442 | 2487 | 2462 | 2507 | 2552 | 2598 | 2613 | 2636 |
|               | 2013 | 2015 | 2016 | 2017 | 2018 | 2019 | 2020 | 2021 | 2022 |